# 草木トンネル (わたらせ渓谷鐵道わたらせ渓谷線)
草木トンネル（くさきトンネル）は、わたらせ渓谷鐵道わたらせ渓谷線にある、群馬県みどり市東町草木を通過する全長5,242 mの鉄道トンネルである。

## 概要
草木ダム建設によって線路の一部が水没するため新線に付け替えることになり、ダム湖を迂回する形で本トンネルが建設された。神戸駅と沢入駅の間（駅間7.0 km）にあり、列車は約10分かけて通過する。トロッコ列車を運行する第三セクター鉄道の中では一番長いトンネルである。本トンネルの神戸口と沢入口との高低差は約140 mあり、草木ダムの堤体高さとほぼ同じである。
廃止された旧線は一部が遊歩道になっているが、ほとんどがダム建設により草木湖の中に沈んだ。草木湖に架けられている草木橋辺りに旧草木駅があった。
ダム建設当時の国鉄足尾線（現・わたらせ渓谷線）は、旅客列車こそ気動車化されていたが、貨物列車はC12形蒸気機関車が担っており、重連運転もあった。本トンネルの長さと勾配は同線の無煙化を前提とした設計で、蒸気機関車廃止までのわずか数年のために排煙設備を設ける無駄を回避している。DE10形ディーゼル機関車への置き換えはトンネル開通前の1970年（昭和45年）に完了している。

## 歴史
- 1973年（昭和48年）6月27日 - 草木ダム建設に伴い、神土（現・神戸） - 沢入間を現在の新線およびトンネルに付け替え[1]。

## 新線（トンネル）区間
国鉄転換線の中では珍しいスラブ軌道となっている。本トンネルの中間地点に避難脱出口がある（国道122号からでは、富弘美術館近辺）。神戸駅構内に保線で使われるモーターカーが配置されている。

## 見どころ
トロッコ列車「わたらせ渓谷号」に乗車すると車内にイルミネーションが点灯される。本トンネル通過直後、第一渡良瀬川橋梁にて草木湖を渡るが、窓を開けると気持ち良い風が入ってくる。景色も良い。鉄橋通過後、直ぐに沢入トンネルに入る。

## その他
普通列車・トロッコ列車に乗車すると車内放送にて本トンネルに関する案内がある。上り列車の場合、沢入駅を出て程なく沢入トンネルに入るため、トンネル内の轟音で案内の最後が聞こえないことがあるが、下り列車の場合は草木トンネルまでの間に十分な時間がある。
旧線の遊歩道は、トンネル口から県道268号を200 m程ダム方面に進んだところから始まる（廃トンネルが見える）。神戸駅構内とダム方面の沿線には花桃と桜が多数植えられており、春には多くの観光客が訪れる（「神戸駅花桃まつり」は毎年4月上旬に開催）。また、秋には紅葉も楽しめる。ダム手前で登山道となり、草木湖展望台手前で国道122号に出る。

## 旧線（廃線）区間
トンネル神戸口で、新線と旧線（廃線）が分岐するが、この部分はほとんど自然に戻っている。県道に沿っていて、道路側からでも鉄道の跡を見ることができる。遊歩道手前に鉄橋の橋台がある。県道が渡良瀬川を渡る辺りに、旧線跡を利用した遊歩道が分岐していて、ここから足尾線旧線を探索できる。途中にある琴平隧道の天井には煤が残っており、C12形蒸気機関車が重連運転で急勾配を力走した跡が見られる。遊歩道の先は登山道で国道122号に至るほか、ダムの麓にある草木湖運動公園にも通じている。運動公園へは、途中にあるわらべ橋を渡る。遊歩道から先の旧線はダムサイト辺りで旧第一渡良瀬川橋梁にて渡良瀬川を渡っていたが、痕跡を見付けることはできない。
なお、草木ダムのダムサイト工事が始まった1971年から新線が開通するまでの間は、工事区間を東に迂回する仮線を使って足尾線は運行していた。その痕跡を、このわらべ橋並びに川を越えた辺りにあるトンネル跡にて見ることができる。仮線のトンネルは柵があるため入ることはできない。反対の出口は草木湖に沈んでいる。なお、トンネル手前で渡良瀬川を渡っていた仮設トラス橋の痕跡はすでに残っていない。
沢入側の線路跡は、沢入トンネル付近で微かに見ることができるだけで、湖畔までどの辺りに線路があったのかすら分からない。おそらく並行する湖畔道路の用地に転用されていると思われる。
2016年に旧琴平トンネルは「わたらせ渓谷鐵道関連施設群」の一部として、土木学会選奨土木遺産に選ばれる。

## わたらせ渓谷線トンネル一覧
- 第1神梅トンネル
- 第2神梅トンネル
- 第3神梅トンネル（大間々 - 上神梅間）
- 城下トンネル（本宿 - 水沼間）
- 第一神土トンネル
- 第二神土トンネル（小中 - 神戸間）
- 草木トンネル
- 沢入トンネル（神戸 - 沢入間）
- 名越トンネル
- 笠松トンネル（沢入 - 原向間）